# Kielmeyera neriifolia
Kielmeyera neriifolia är en tvåhjärtbladig växtart som beskrevs av Jacques Cambessèdes. Kielmeyera neriifolia ingår i släktet Kielmeyera och familjen Calophyllaceae. Inga underarter finns listade i Catalogue of Life.

## Bildgalleri

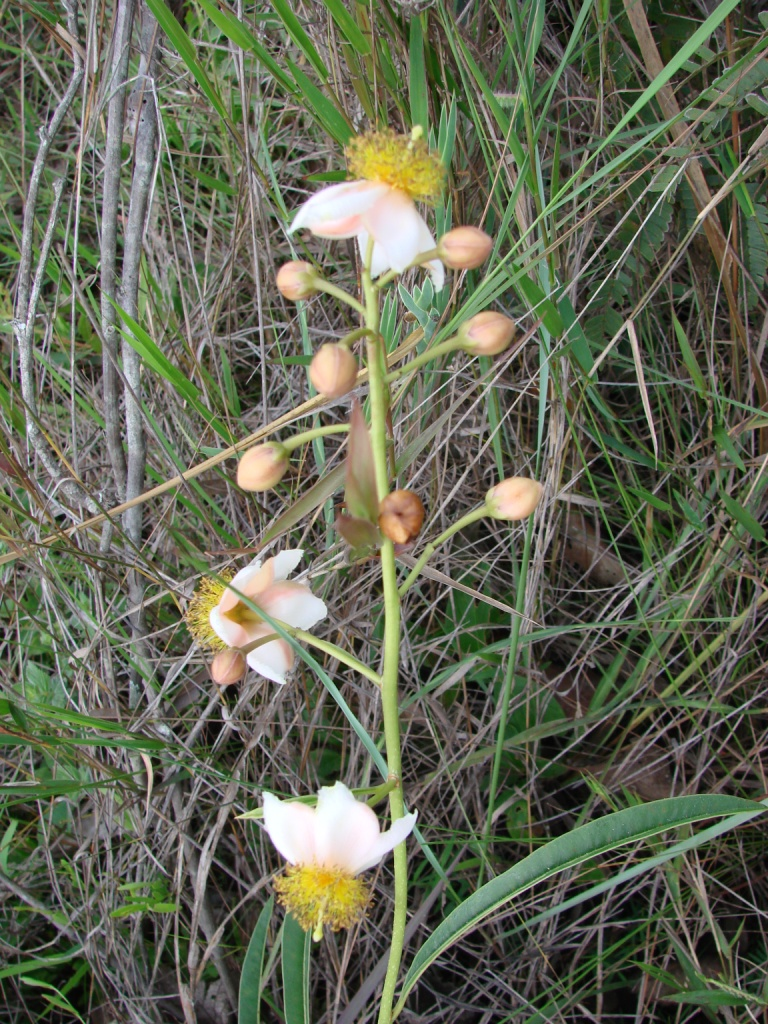
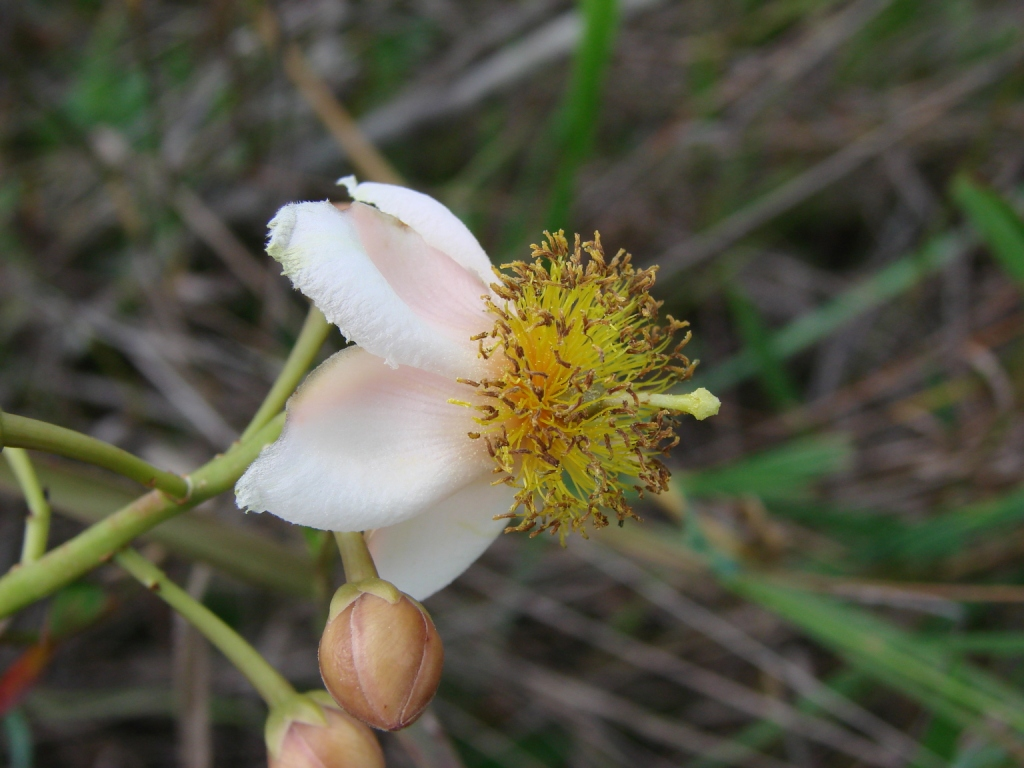